# Gusztáv a törvény ellen
A Gusztáv a törvény ellen a Gusztáv című rajzfilmsorozat első évadának huszonnegyedik epizódja.

## Rövid tartalom
Gusztáv összeütközésbe kerül a rendőrséggel. Bosszúból pártfogásba vesz egy szökött fegyencet, de az nem hálálja meg a jótettet.

## Alkotók
- Írta és rendezte: Temesi Miklós
- Zenéjét szerezte: Kovács Béla
- Operatőr: Klausz Alfréd
- Hangmérnök: Horváth Domonkos
- Vágó: Czipauer János
- Háttér: Szálas Gabriella
- Rajzolták: Kaszner Margit, Vörös Gizella, Zsilli Mária
- Színes technika: Dobrányi Géza, Kun Irén
- Gyártásvezető: Bártfai Miklós

Készítette a Pannónia Filmstúdió.